# Skalní mlýn
Skalní mlýn je část města Blansko v Jihomoravském kraji a zároveň bývalý vodní mlýn. Nachází se v katastrálním území Těchov, v Moravském krasu, na rozcestí Punkevního údolí, Pustého žlebu a Suchého žlebu.

## Historie
První zmínka o mlýnu na řece Punkvě je z roku 1353, ovšem nelze s jistotou říct, že se jednalo o Skalní mlýn. Zdejší lokalita však byla osídlena a nazývala se Ponikva. V průběhu staletí se uvádí ne jeden, ale několik mlýnů na Punkvě, ovšem ani zde není jejich lokalizace zřejmá. Skalní mlýn včetně svého názvu se s jistotou objevuje poprvé na indikační skice z roku 1826. Rušením zastaralých mlýnských provozů a rozvojem cestovního ruchu v Moravském krasu, kterému se říkalo Moravské Švýcarsko, našel mlýn nové využití a slouží jako hotel a restaurace.
Částí obce se Skalní mlýn stal 6. prosince 2011.

## Popis
Podle jeho názvu je pojmenována celá lokalita, resp. místní část Blanska, kde se nacházejí další provozní objekty (informační centrum, prodejna vstupenek, prodejny suvenýrů a občerstvení, správa CHKO a další). Na Skalním mlýně je centrální parkoviště, odtud se dále pokračuje k Punkevní jeskyni buď ekovláčkem, nebo pěšky, ke Kateřinské jeskyni je to odtud 300 metrů. Na Skalní mlýn jezdí z nedalekého Blanska pravidelné autobusové spoje.

## Fotogalerie

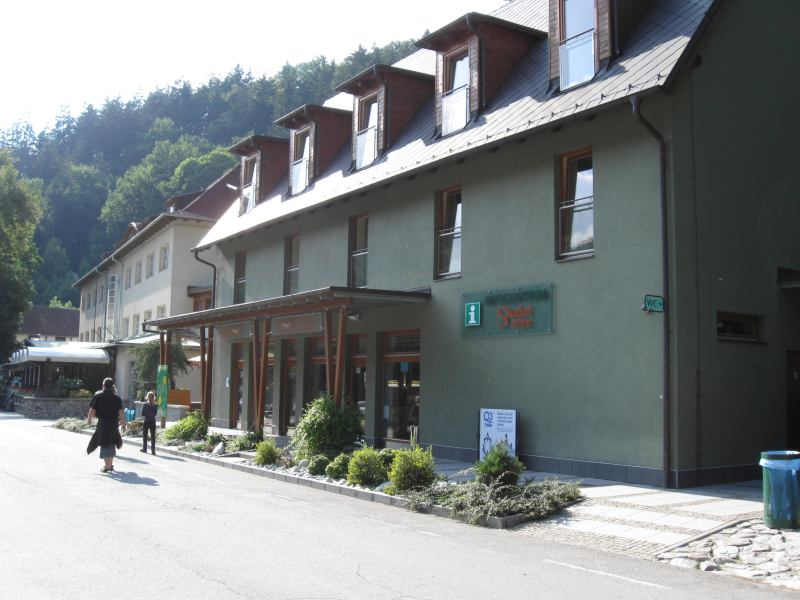
Skalní mlýn
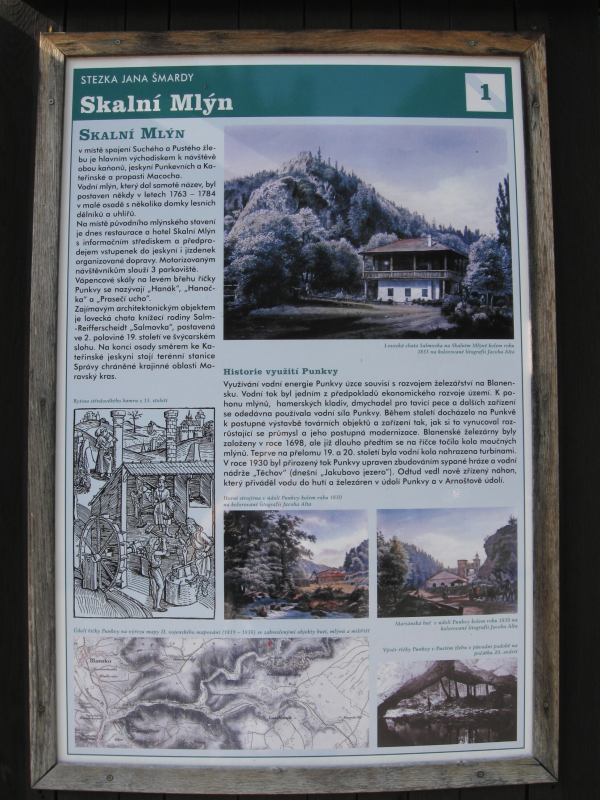
Informační tabule
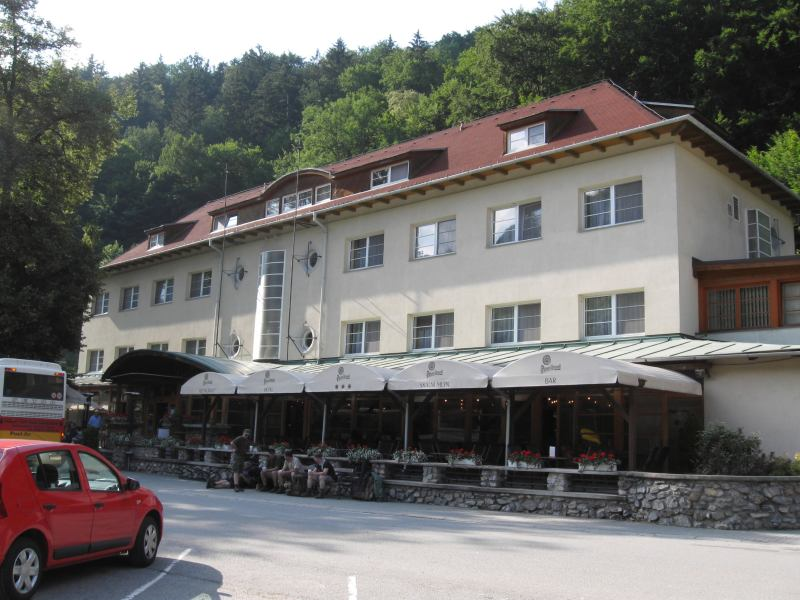
Hotel Skalní mlýn
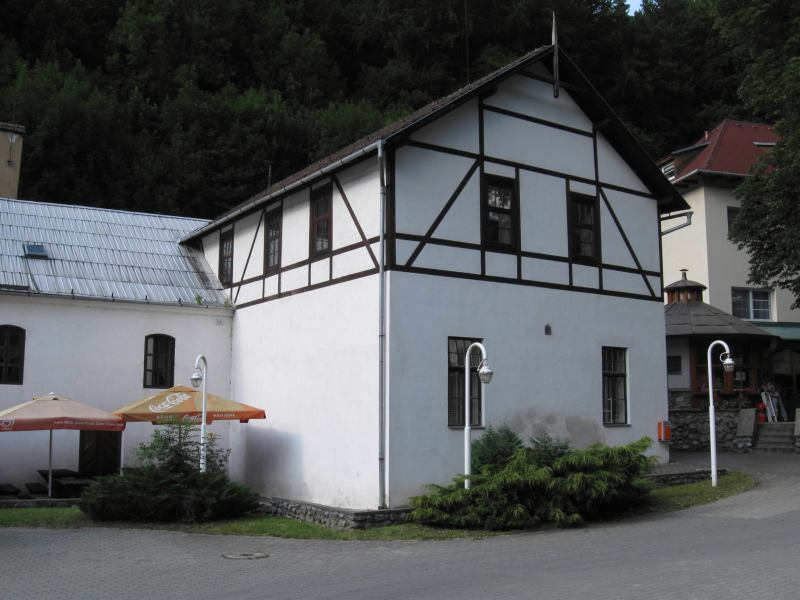
Skalní mlýn
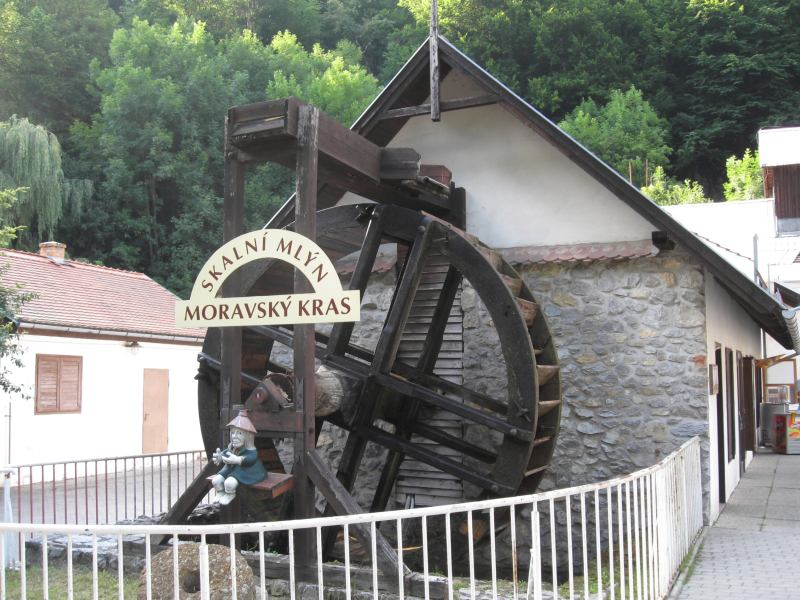
Skalní mlýn
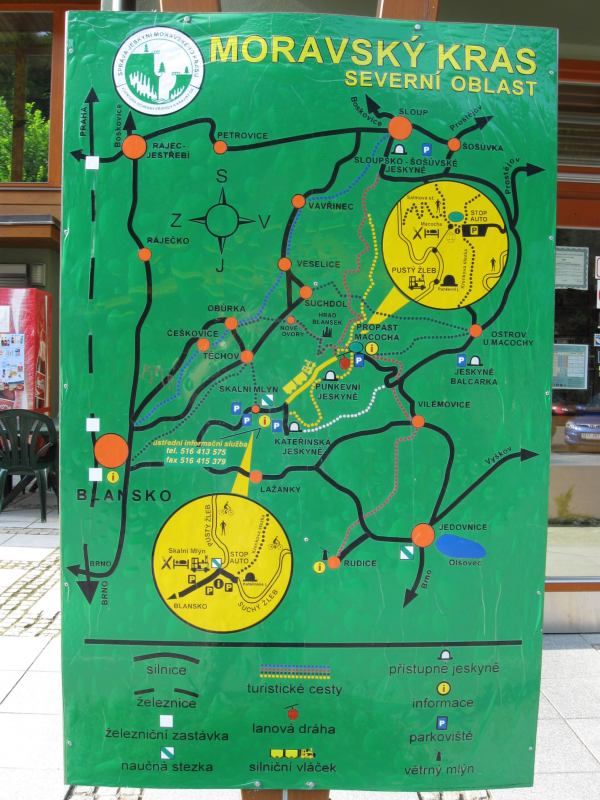
Plán CHKO
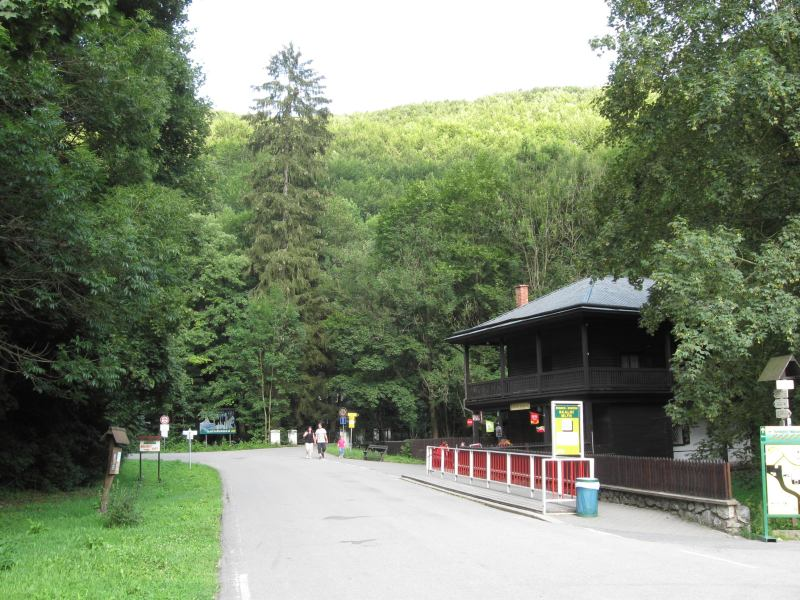
Rozcestí Punkevního údolí, Suchého žlebu a Pustého žlebu u Skalního mlýna